# Дамгали
Дамгали (азерб. Damğalı), Тблду (вірм. Թբլղու) — село у Агдеринському районі Азербайджану.

## Пам'ятки
В селі розташований цвинтар 18-19 ст., фортеця «Агуен» 12-13 ст., хачкар 13 ст. та церква 13 ст.